# Listă de jocuri video pentru Amiga
Aceasta este o listă de jocuri video pentru familia de computere personale Amiga, jocuri organizate alfabetic după nume. 
Această listă a fost împărțită în mai multe pagini. Conține peste 3000 de jocuri. Vă rugăm să utilizați Cuprinsul pentru a o răsfoi.
- Listă de jocuri video pentru Amiga (A–H)
- Listă de jocuri video pentru Amiga (I–O)
- Listă de jocuri video pentru Amiga (P–Z)

Cuprins: Început - 0–9 A B C D E F G H I J K L M N O P Q R S T U V W X Y Z